# Барелі
Барелі (гінді बरेली, урду بریلی, англ. Bareilly) — місто в північній частині індійського штату Уттар-Прадеш. Адміністративний центр однойменного округу. Абсолютна висота — 165 метрів над рівнем моря. Розташоване на річці Рамганга, в 252 км на північ від Лакхнау і в 250 км на схід від Нью-Делі, на кордоні зі штатом Уттаракханд. Відроги Гімалаїв починаються вже в 40 км на північ від міста. За переписом 2011 року, населення міста становило 979 933 особи. Рівень грамотності населення: 84 % (на 2011 рік), на 2001 рік цей показник становив 81 %. Індуїсти складають 52 % населення, мусульмани — 34 %, сикхи — 10 %, інші релігії — 4 %. Основні мови включають хінді, англійську, урду та пенджабі.